# Undercover (musikgruppe)
 For alternative betydninger, se Undercover. (Se også artikler, som begynder med Undercover)
Undercover er en Dance-gruppe fra Storbritannien.

## Diskografi
- Check out the groove (1992)

| Musikgruppe | Spire Denne artikel om en britisk musikgruppe er en spire som bør udbygges. Du er velkommen til at hjælpe Wikipedia ved at udvide den. |